# 프랑클랭 루프라니
프랑클랭 루프라니(Franklin Loufrani, 1942년 10월 25일 ~ , 알제리 알제)는 여러 나라에서 스마일리 얼굴모양과 이름에 대한 상표와 저작권을 소유한 스마일리 사(Smiley Company)의 회장이다.

## 역사

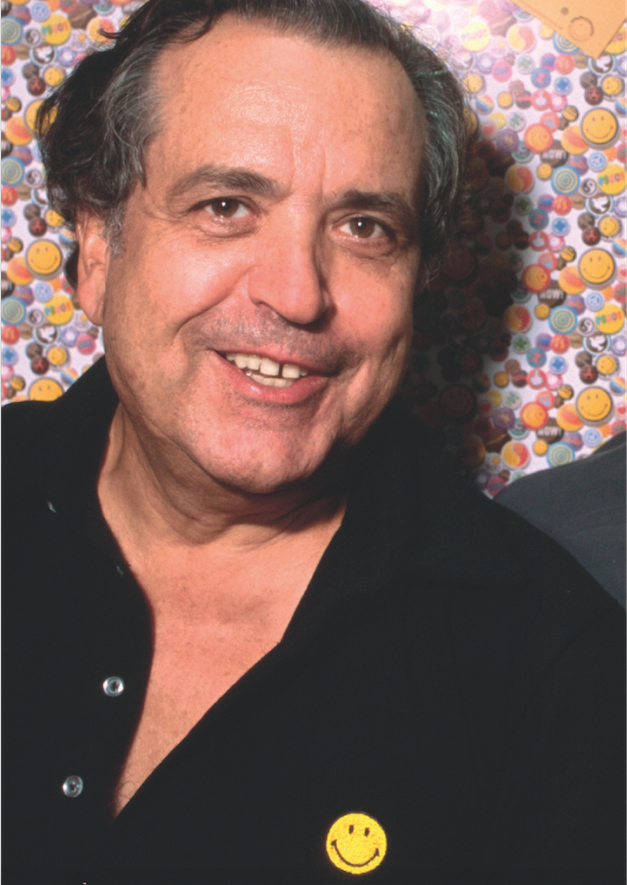
프랑클랭 루프라니

프랑클랭 루프라니는 50년 이상 언론계에 몸을 담았고 라이선싱 업계에서도 고위직을 맡으며 종사했다.
1960년 프랑스 수아르(France Soir)지 편집자 및 광고 대행사 메지우-란다(Masius-Landa)의 카피라이터로 일을 시작했다. 1969년에는 프랑스 아셰트(Hachette) 출판사의 라이선싱 부서를 설립하여 코끼리 바바르(Babar the Elephant)와 출판 도서의 기타 캐릭터들에 대한 라이선스를 허가했다.
1972년에 루프라니는 처음으로 스마일리 얼굴모양에 대한 상표를 등록하고 홍보했다. 그는 프랑스 수아르 신문에서 새로운 좋은 소식이 눈에 띄도록 하기 위해 스마일리를 사용했다. 루프라니는 이 디자인을 간단하게 "스마일리(Smiley)"라고 불렀으며 자신의 회사인 KIM(Knowledge Management International)을 통해 사용권을 허가하기 시작했다.
이후 1973년에는 마블 코믹스(Marvel Comics), 한나 바바라(Hanna Barbera), 래리 하몬(Larry Harmon)과 그 밖의 미국의 메이져 글로벌 라이선스 재산 및 골도락(Goldorak, 일본에서는 UFO 로보 그렌다이저로 불림), 사파이어 왕자(Prince Saphir, 일본에서는 리본의 기사로 불림) 등 일본의 새롭게 떠오르는 재산에 대한 라이선싱 대행사 주니어 프로덕션(Junior Productions)의 회장 겸 상무이사가 되었다.
1977년에는 텔레-쥬니어 주식회사(Télé-Junior S.A)를 열고 텔레-주니어의 회장 겸 출판편집장을 역임했으며, 1978년에는 텔레-파하드(Télé-Parade)의 출판편집장이 되기도 하였다. 루프라니는 이 당시 잡지, 기록물, 테이프와 비디오테이프를 출간 및 배포하는 혁신적인 단계에 대한 공로를 인정받아 자신의 라이선싱 재산에 대한 인식을 높였으며, 미디어 캠페인과 발행을 통해 라이선스를 부여 받은 자신의 재산권(마블, 한나 바바라, 래리 하몬)을 지원하는 첫 라이선싱 대행사가 되었다.
1980년 루프라니는 S.P.P.S(Syndicat des Publication Périodiques Spécialisées, 전문주간지출판협회)의 사무총장으로 임명되었고 그 해 8월에는 여성지 펨므 도주르뒤(Femmes d’Aujourd’hui)의 분과로 SARL 주니어 도주르뒤(SARL Junior d’aujourd’hui)를 만들었다.
출판업계에서 루프라니의 평판이 커지면서 1981년에는 F.N.P.H.P(Fédération Nationale de la Presse Hebdomadaire et Périodique, 전국 정기간행물 및 주간지연합)의 관리협의회 회원이 되었고 이후 1984년에는 F.N.P.H.P의 광고위원회 위원이 되었다.
1981년 10월에는 여성지 펨므 도주르뒤(Femmes d’aujourd’hui)로부터 SARL 쥬니어 도주르뒤(Junior d’aujourd’hui)의 주식을 매입하여 자신의 회사 SARL 쥬니어 프로덕션(Junior Productions)에서 “텔레 주니어(Télé-Junior)”를 이용할 수 있는 소유권과 권리도 차지한다.
이 기간까지 프랑클랭 루프라니는 계속 스마일리를 세계적인 라이선싱 재산으로 성장시켰고 니콜라스 루프라니(Nicolas Loufrani)는 1996년에 런던에서 아버지에 합류하여 스마일리를 위해 일했다. 이들은 함께 스마일리 라이선싱 회사를 시작하여,1971년 이후 프랑클랭 루프라니가 스마일리 로고에 대해 보유했던 기존의 모든 상표권을 회수했다.

## 스마일리 브랜드의 탄생
1971년 루프라니는 유력 프랑스 신문 프랑스 수아르(France Soir)의 편집자 피에르 라제레프(Pierre Lazareff)의 도전을 받아 나쁜 소식만 넘쳐나는 것 같았던 시기에 작은 행복을 퍼뜨리는 캠페인을 만들었다. 이를 위해 루프라니는 좋은 소식이 눈에 띄도록 간단한 로고를 사용하는 아이디어를 제안했다.
이 로고는 프랑스 특허청인 산업재산청(INPI)을 통해 제품 및 서비스 분류 1, 2, 4, 9, 14, 15, 16, 18, 20, 21, 24, 25, 28, 29, 30, 32, 33, 34, 35, 38, 39, 41에 대한 상표로 1971년 10월 1일에 공식 등록되었다.
스마일리 로고는 "웃는 시간 갖기"라는 루프라니의 행복 프로모션이 프랑스 신문 프랑스 수아르에 인쇄된 1972년 1월 1일 토요일에 세상에 모습을 드러냈다. 이 때가 처음으로 스마일리 로고에 대한 저작권 소유가 날짜를 명시하고 게시하여 주장된 때로 알려져 있다.
머지않아 이 프로모션은 관심을 끌었고 여러 산업 전반에 걸쳐 스마일리에게 다양한 라이선스 기회가 열렸다. 이러한 재산권은 주요한 관련 캐릭터 상품 현상으로 성장했다.
스마일리 캠페인은 데 텔레그라프(De Telegraaf), 블릭(Blick), 라반과르디아(Lavanguardia)와 같은 유럽 신문에서 다시 전개되기도 했다.

## 스마일리월드 협회
2005년 루프라니는 스마일리월드 협회(Smiley World Association, SWA)라는 자선단체를 설립하여, 기업 이윤의 일부를 전 세계의 사회 사업을 후원하는데 사용하기로 결정했다.